# 대한민국 민법 제1070조
대한민국 민법 제1070조는 구수증서에 의한 유언에 대한 민법 상속법 조문이다.

## 조문
제1070조(구수증서에 의한 유언) ① 구수증서에 의한 유언은 질병 기타 급박한 사유로 인하여 전4조의 방식에 의할 수 없는 경우에 유언자가 2인 이상의 증인의 참여로 그 1인에게 유언의 취지를 구수하고 그 구수를 받은 자가 이를 필기낭독하여 유언자의 증인이 그 정확함을 승인한 후 각자 서명 또는 기명날인하여야 한다.
②전항의 방식에 의한 유언은 그 증인 또는 이해관계인이 급박한 사유의 종료한 날로부터 7일내에 법원에 그 검인을 신청하여야 한다.
③제1063조제2항의 규정은 구수증서에 의한 유언에 적용하지 아니한다.

第1070條(口授證書에 依한 遺言) ① 口授證書에 依한 遺言은 疾病 其他 急迫한 事由로 因하여 前4條의 方式에 依할 수 없는 境遇에 遺言者가 2人 以上의 證人의 參與로 그 1人에게 遺言의 趣旨를 口授하고 그 口授를 받은 者가 이를 筆記朗讀하여 遺言者의 證人이 그 正確함을 承認한 後 各自 署名 또는 記名捺印하여야 한다.
②前項의 方式에 依한 遺言은 그 證人 또는 利害關係人이 急迫한 事由의 終了한 날로부터 7日內에 法院에 그 檢認을 申請하여야 한다.
③第1063條第2項의 規定은 口授證書에 依한 遺言에 適用하지 아니한다.

## 비교 조문
일본민법 제972조(비밀증서유언방식의 특칙) ① 말을 할 수 없는 자가 비밀증서에 의하여 유언을 하는 경우에는 유언자는 공증인 및 증인의 앞에서 그 증서는 자기의 유언의 취지 그리고 그 필자의 성명 및 주소를 통역인의 통역에 의하여 신술하거나, 또는 봉지에 자서하여 제970조 제1항 제3호의 신술에 대신하여야 한다.
② 전항의 경우에 있어서 유언자가 통역인의 통역에 의하여 신술할 때에는 공증인은 그 취지를 봉지에 기재하여야 한다.
③ 제1항의 경우에 있어서 유언자가 봉지에 자서한 때에는 공증인은 그 취지를 봉지에 기재하여 제970조 제1항 제4호에 규정하는 신술의 기재에 대신하여야 한다.

## 참고 문헌
- 오현수, 일본민법, 진원사, 2014. ISBN 978-89-6346-345-2
- 오세경, 대법전, 법전출판사, 2014 ISBN 978-89-262-1027-7
- 이준현, LOGOS 민법 조문판례집, 미래가치, 2015. ISBN 979-1-155-02086-9